# Cirksena
La nissaga dels Cirksena és una família de nobles originària de Greetsiel. Des del 1464, la casa dels Cirksena va governar la Frísia Oriental com a comtat imperial i des del 1654 com a principat imperial. Es va extingir el 1744 per manca d'hereu en línia masculina.

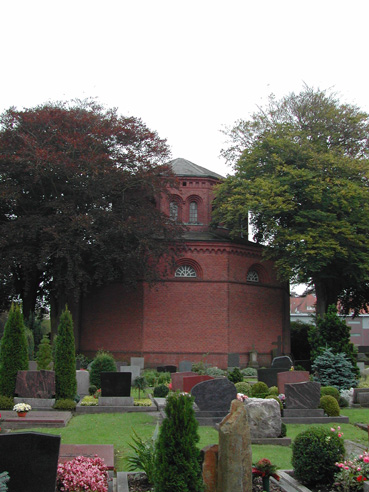
El mausoleu dels Cirksena a Auerk

El 1464 Ulric I (1408-1466), eixit d'una nissaga de prohoms frisons, va rebre el títol hereditari de comte imperial de les mans de l'emperador Frederic III del Sacre Imperi Romanogermànic. Amb Enno Lluís (1632-1665), primer per rebre el títol de príncep imperial el 1654, va començar la decadència, tant física com espiritual de la nissaga. Per conflictes crònics amb els estaments van perdre tota autoritat. Adeptes a un absolutisme obsolet, no van agafar el zeitgeist del poble i les ciutats frisones que volien més llibertat. Quan Carles Edzard (1716-1744) va morir sense descendència masculina, el comtat de Frísia Oriental va passar a Frederic II de Prússia, Frederic el Gran.
Excepte el mausoleu al cementiri d'Auerk, no queden gaires traces de la nissaga. El contingut del castell d'Auerk va ser subhastat poc després de la mort de Carles Edzard. El castell a Greetsiel va ser enderrocat del 1777 a 1778.

## Comtes
- 1464-1466: Ulric I
- 1466-1491: Theda Ukena (vídua d'Ulric I)
- 1491-1528: Edzard I el Gran
- 1528-1540: Enno II i el seu germà Joan I
- 1540-1558: Anna d'Oldenburg (vídua d'Enno II)
- 1558-1561: Anna d'Oldenburg i el seu fill Edzard II
- 1561-1591: Edzard II i el seu germà Joan II
- 1591-1599: Edzard II
- 1599-1625: Enno III
- 1625-1628: Rodolf Christian
- 1628-1648: Ulric II
- 1648-1651: Juliana de Hesse-Darmstadt (vídua d'Ulrich II)

## Prínceps
- 1651-1660: Enno Lluís (comte fins a 1654)
- 1660-1665: Georg Christian
- 1665-1690: Cristina Carlota de Württemberg (vídua de Jordi Christian)
- 1690-1708: Christian Everhard
- 1708-1734: Jordi Albert
- 1734-1744: Carles Edzard